# Ringive Sogn
Ringive Sogn er et sogn i Grene Provsti (Ribe Stift).
I 1800-tallet var Give Sogn anneks til Ringive Sogn. Begge sogne hørte til Nørvang Herred i Vejle Amt. Trods annekteringen udgjorde de hver sin sognekommune. Ved kommunalreformen i 1970 indgik både Give og Ringive i Give Kommune, som ved strukturreformen i 2007 blev indlemmet i Vejle Kommune.
I 1910 blev Langelund Kirke opført som filialkirke, og Langelund blev et kirkedistrikt i Ringive Sogn. I 2010 blev det udskilt fra Ringive Sogn som Langelund Sogn.
I Ringive Sogn ligger Ringive Kirke.
I Ringive Sogn findes følgende autoriserede stednavne:
- Båstlund (bebyggelse, ejerlav)
- Egsgård (bebyggelse)
- Elkær Gårde (bebyggelse, ejerlav)
- Gammelby (bebyggelse, ejerlav)
- Grønbjerg (bebyggelse)
- Hedeby (bebyggelse, ejerlav)
- Høgelund (bebyggelse)
- Klink (bebyggelse)
- Lindevang (bebyggelse)
- Nørre Langelund (bebyggelse, ejerlav)
- Pinsebakken (bebyggelse)
- Ringive (bebyggelse, ejerlav)
- Stilbjerg (bebyggelse)
- Sønder Langelund (bebyggelse, ejerlav)
- Uhe (bebyggelse, ejerlav)
- Uhe Krat (bebyggelse)
- Uhe Mark (bebyggelse)
- Ulkind (bebyggelse, ejerlav)